# FK Do'stlik
FK Do'stlik was een Oezbeekse voetbalclub uit Jangibozor. Deze stad is ongeveer 20km verwijderd van Tasjkent en de club stond ook wel bekend als Do'stlik Tasjkent. 
De club werd in 1962 opgericht als Pachtakor Tasjkent Regio, een soort tweede elftal van Pachtakor Tasjkent, maar werd in 1963 een onafhankelijke club onder de naam Politdel Tasjkent en nam in 1990 de naam Politodel aan. In 1996 werd de naam Do'stlik aangenomen. Sinds 1993 speelde de club in de hoogste klasse van de Oezbeekse competitie en werd landskampioen in 1999 en 2000. Door financiële problemen werd de club voor het seizoen 2004 uit de competitie gezet en ontbonden.
Do'stlik was gekwalificeerd voor de Asian Club Championship 2001 maar kwam bij de eerste uitwedstrijd tegen Varzob Doesjanbe niet opdagen vanwege de burgeroorlog in Tadzjikistan. Do'stlik werd door de AFC gediskwalificeerd en kreeg een boete.

## Erelijst
Landskampioen
1999, 2000
Beker van Oezbekistan
2000

## Bekende (ex-)spelers
- Michail An
- Azamat Abdoeraimov
- Jafar Irismetov